# Ходковице на Мохелки
Ходковице на Мохелки (чеш. Hodkovice nad Mohelkou) град је у Чешкој Републици. Град се налази у управној јединици Либеречки крај, у оквиру којег припада округу Либерец.

## Становништво
Према подацима о броју становника из 2014. године град је имао 2.836 становника.